# برنيس (فرقاطة)
برنيس هي فرقاطة من فئة فريم لدى القوات البحرية المصرية تم بنائها من قبل شركة فينكانتييري الإيطالية. تتمتع الفرقاطة بالعديد من الخصائص التقنية ومنظومات التسليح الحديثة التي تمكنها من تنفيذ جميع المهام القتالية بالبحر، حيث تتميز بالقدرة على الإبحار لمسافة 6000 ميل بحري وتعتبر هذه إضافة تكنولوجية هائلة لإمكانات القوات البحرية لدعم قدرتها على تأمين الحدود وخطوط الملاحة البحرية ومساندة وحماية القوات البرية بطول الساحل خلال العمليات الهجومية والدفاعية.